# Within the Woods
A Within the Woods egy 1978-ban bemutatott 30 perces horrorfilm melynek rendezője és írója Sam Raimi. A történet egész estés változata a Gonosz halott (1981).

## Cselekmény
|  | Alább a cselekmény részletei következnek! |

Bruce és Ellen piknikeznek az erdőben, míg a többiek a házban vannak. Bruce tűzifát gyűjt, amikor talál egy keresztet és egy rituális tőrt. Bruce megmutatja a tőrt Ellenek, aki azt mondja egy indián szelleme él a erdőben. Amikor elalszanak Bruce eltűnik. A lány azt hiszi, hogy Bruce bement a házba azonban egy fán megtalálja Bruce borzalmasan csonkított testét. Ellen pánikba esik és rájön, hogy valaki figyeli őt. Amikor visszaér a házba Scotty és Shelly próbálja megnyugtatni őt. Amikor visszamennek a holttesthez, hogy megvizsgálják a piknikes kosáron is vért találnak. Shelly lát egy kis fényt az erdőben amitől megrémül. A barátai megnyugtatják és amikor visszamennek a házba Bruce ott várja őket, és azt mondja: Csatlakozz hozzánk. Mikor bemennek a házba Bruce is megpróbál bejutni a hátsó ajtón. Scotty észreveszi, hogy a pincében van egy pisztoly. Amikor Bruce betör a házba a tőrrel próbálja megölni őket. A hullának levágják a jobb kezét, de az még mindig Ellen felé tart. Ellen Bruce-ra támad egy baltával és sikerül feldarabolni. Később Scotty testét szállja meg a szellem és rátámad Ellenre.

## Szereplők
- Bruce (Bruce Campbell)
- Ellen (Ellen Sandweiss)
- Scotty (Scott Spiegel)
- Shelly (Mary Valenti)